# 刘老庄连八十二烈士
刘老庄连八十二烈士是中华民国在抗日战争期间陣亡的一批士兵，属新四军第3师第7旅第19团第4连，因全连在1943年3月在对日的刘老庄战斗作战中，无一人接受日军劝降，悉数战死、牺牲而得名。

## 事迹
1943年3月16日，日军第17师团开始实施“六塘河作战”计划，力图彻底剿灭中国共产党在苏北地区的党政军机构。作战开始后，第17师团第54联队第1大队经宝应泾河镇向北出击，不期在刘老庄遇到了新四军第3师第7旅第19团第4连的82名官兵。
面对强敌，4连无一人接受日军劝降，从拂晓到黄昏打退敌人5次进攻，击毙日军第9中队中队长。因弹尽粮绝，没有援助，4连终全部殉国成仁。
烈士安葬于八十二烈士墓，今属淮安市淮阴区。2009年时，以刘老庄连之名入选全国“100位为新中国成立作出突出贡献的英雄模范人物”、“100位新中国成立以来感动中国人物”，是唯一以连队身份列入者。

## 列士身份
4连最后牺牲的是一位田姓战士。牺牲的82名烈士，大多没有留下姓名。最初烈士陵园，仅刻有17人姓名。1963年，连队政治指导员李云鹏的家人从中央人民广播电台听到一篇‘纪念刘老庄战斗胜利20周年’的播报，才知道李云鹏牺牲的准确地点和时间。”
2011年，在指导员李云鹏妹妹李爱云的协助推动下，当地开展“只为烈士不再无名”主题寻访活动。寻访组花费大半年的时间，沿着“刘老庄连”当年部队战斗的路线，行程1.5万余公里，访问330多位新四军老战士、烈士亲属和党史专家，查阅各地近百万字资料，寻找到40多位疑似“刘老庄连”烈士的线索。最终，经研究、辩析，确定宋迎春、刘守业、蒯德山、袁培臣、张立伦、胡志法、靳宪珠、翁兆法、任国监九人是八十二烈士之一。2011年年末，在纪念碑刻上九位烈士名字。2013年，八十二烈士壮烈殉国70周年纪念日，中共淮安市委组织部、市委党史工办为联合编辑出版的《新四军刘老庄连》一书举办首发式。出版社为中共党史出版社。中共市委书记姚晓东撰写序言:1。
烈士中年龄最大的只有32岁。相关报道曾笼统的形容“该连班排长和战士多是全面抗战爆发后参军的贫苦农民”。
| 序号 | 姓名   | 职务       | 籍贯         | 简介 | 备注                   |
| 01   | 白思才 | 连长       | 江西省       | 出身贫农，生于1919年，16岁时在江西革命根据地加入红军，曾参加长征、平型关战役。中共党员:11—25。 2011年时，机枪班长宋迎春的儿子宋来宾曾回忆儿时随母亲到部队驻地大李集的探亲之旅，“见到了白连长，白连长还请我们喝了酒，对我父亲、对我们都特别好。”宋来宾说，白连长是(津浦)路西人，地主出身:93—132。 |                        |
| 02   | 李云鹏 | 政治指导员 | 江苏省沛县   | 栖山镇李集村人。1920年3月，出生于一个农村小学教员家庭。1935年，从沛县城中小学毕业后，在家务农。1938年年底，在丰县华山参加中华民族解放先锋队。不久加入中国共产党。1939年7月，所在游击大队编入苏鲁豫支队。1941年，该部改为新四军第三师七旅十九团二营四连:11—25，曾在延安抗日军政大学学习。 |                        |
| 03   | 石学富 | 副连长     | 江苏省沛县   | |                        |
| 04   | 孙尊明 | 文化教员   | 江苏省沛县   | 唐楼乡孙洼村人。兄弟叔伯四人参加新四军（解放军），三人牺牲。中共党员，牺牲时19岁:11—25。 |                        |
| 05   | 尉庆忠 | 排长       | 江苏省沛县   | |                        |
| 06   | 蒋元连 | 排长       | 江苏省沛县   | | 名字或作蒋员连:11—25。 |
| 07   | 刘登甫 | 排长       | 江苏省沛县   | |                        |
| 08   | 王世祥 | 排长       |              | |                        |
| 09   | 李道合 | 排长       | 江苏省沛县   | |                        |
| 10   | 马汉良 | 排长       |              | |                        |
| 11   | 刘忠胜 | 班长       | 江苏省沛县   | |                        |
| 12   | 王洪远 | 班长       | 江苏省沛县   | |                        |
| 13   | 王中良 | 班长       |              | |                        |
| 14   | 宋迎春 | 班长       | 江苏省泗洪县 | 江苏省民政厅1982年编纂的《江苏省革命烈士英名录》记“宋迎春，1915年出生，泗洪县天岗湖公社前宋大队前宋庄（今天岗湖乡陈宋村前宋庄）人，1940年参加革命，新四军三师七旅十九团二营四连机枪班长，1945年淮阴刘老庄战斗牺牲”。2011年寻访时，其子宋来宾已77岁，居住于双沟镇:93—132。2011年确认为八十二烈士之一。 |                        |
| 15   | 袁培臣 | 班长       | 江苏省沛县   | 2011年寻访时，袁培臣在沛县栖山镇邱庄的亲属均已过世:93—132。2011年确认为八十二烈士之一。 |                        |
| 16   | 胡志法 | 事务长     | 江苏省泗阳县 | 家在南刘集镇。1941年参军。牺牲后，父母有烈属待遇:93—132。2011年确认为八十二烈士之一。 |                        |
| 17   | 罗 桥  | 文书       |              | |                        |
| 18   | 杨林彪 | 卫生员     |              | | 名字或作杨林标。       |
| 19   | 王步珠 | 战士       | 江苏省淮阴县 | 《江苏省革命烈士英名录》记载，王步珠生于1920年6月出生，1941年5月参加革命，系淮阴县汤集公社沈圩大队滩南庄人。牺牲时职务是司号员。2011年，在淮阴区西宋集镇王码村寻访到王步珠的儿媳妇。儿子已在多年前逝世。王步珠牺牲时，儿子才3岁:93—132。 |                        |
| 20   | 田执信 | 战士       |              | |                        |
| 21   | 张立伦 | 战士       | 江苏省泗阳县 | 其家当在今王集镇张坝村范庄组。《江苏省革命烈士英名录》记载，张立伦出生于1925年，1942年8月参军，为新四军三师七旅十九团二营四连战士。2011年时，88岁、同乡张士渠回忆，张立伦小名叫卡成子，仅有一个妹妹。做为家中独子，他不顾劝阻参加新四军。张士渠说“他家实在太穷了，他就是饿走了的。”张立伦牺牲后，其父母享受烈属待遇:93—132。2011年确认为八十二烈士之一。 |                        |
| 22   | 刘守业 | 战士       | 江苏省淮阴县 | 出身贫苦，为地主长工。1938年参加革命。有一个女儿，牺牲当年，妻子生下儿子刘成祥。2011年时，刘成详居住于淮阴区三树镇三坝村（原蒋集乡三坝大队）陈季组。家人在中华人民共和国建国后确定刘守业牺牲于刘老庄战斗:93—132。2011年确认为八十二烈士之一。 |                        |
| 23   | 靳宪珠 | 战士       | 江苏省沛县   | 靳宪珠系沛城镇苗林村叶庄人，贫农出身，生于1919年。1938年4月，参加黄克诚的部队，连队白士才（白思才）。族弟靳宪元为他写过回忆文章，《刘老庄前埋忠骨》一文。其弟靳宪银在2010年逝世，弟媳李昌秀见过烈属证，但该证未保留下来:93—132。2011年确认为八十二烈士之一。 |                        |
| 24   | 翁兆法 |            | 江苏省泗阳县 | 家乡在穿城镇河西村许庄。《江苏省革命烈士英名录》记载，翁兆法于1943年在刘老庄战斗中牺牲时，所在单位是淮海独立团。陈立权表示否认“我亲眼看到他参加的是新四军。”当时独立团为县的军事单位，当是独立旅。翁兆法牺牲后，母亲享受烈属待遇:93—132。2011年确认为八十二烈士之一。 |                        |
| 25   | 蒯德山 |            | 河南省永城县 | 《河南省革命烈士英名录》记载，蒯德山为永城县茴村公社翟庄大队张庄人。出生于1921年，1939年参加革命，中共党员。1943年3月，担任新四军三师十九团四连连长时，牺牲在江苏涟水县（当是淮阴县）刘老庄。出身于一个革命家庭。二哥蒯德润是中共党员，1941年时在领导地方武装与日军战斗时牺牲。其弟蒯德华亦参加新四军。蒯德华在2011年1月逝世，生前一直想确认三哥蒯德山的八十二烈士身份，未能如愿:93—132。2011年确认为八十二烈士之一。参与寻访的《淮安日报》副总编辑贾华推测他的职务或许是副连长:93—132。 |                        |
| 26   | 任国监 |            | 江苏省泗阳县 | 任国监家住王集镇张坝村任庄（原属魏圩乡）。牺牲后，曾通知家属其在刘老庄战斗中牺牲。《江苏省革命烈士英名录》，新四军三师七旅十九团二营三连的任国监于1945年3月牺牲在刘老庄。资料中牺牲时间和部队番号的讹误，从何而来，不得而知:93—132。2011年确认确认为八十二烈士之一。 |                        |